# Ovis longipes palaeoaegyptiacus

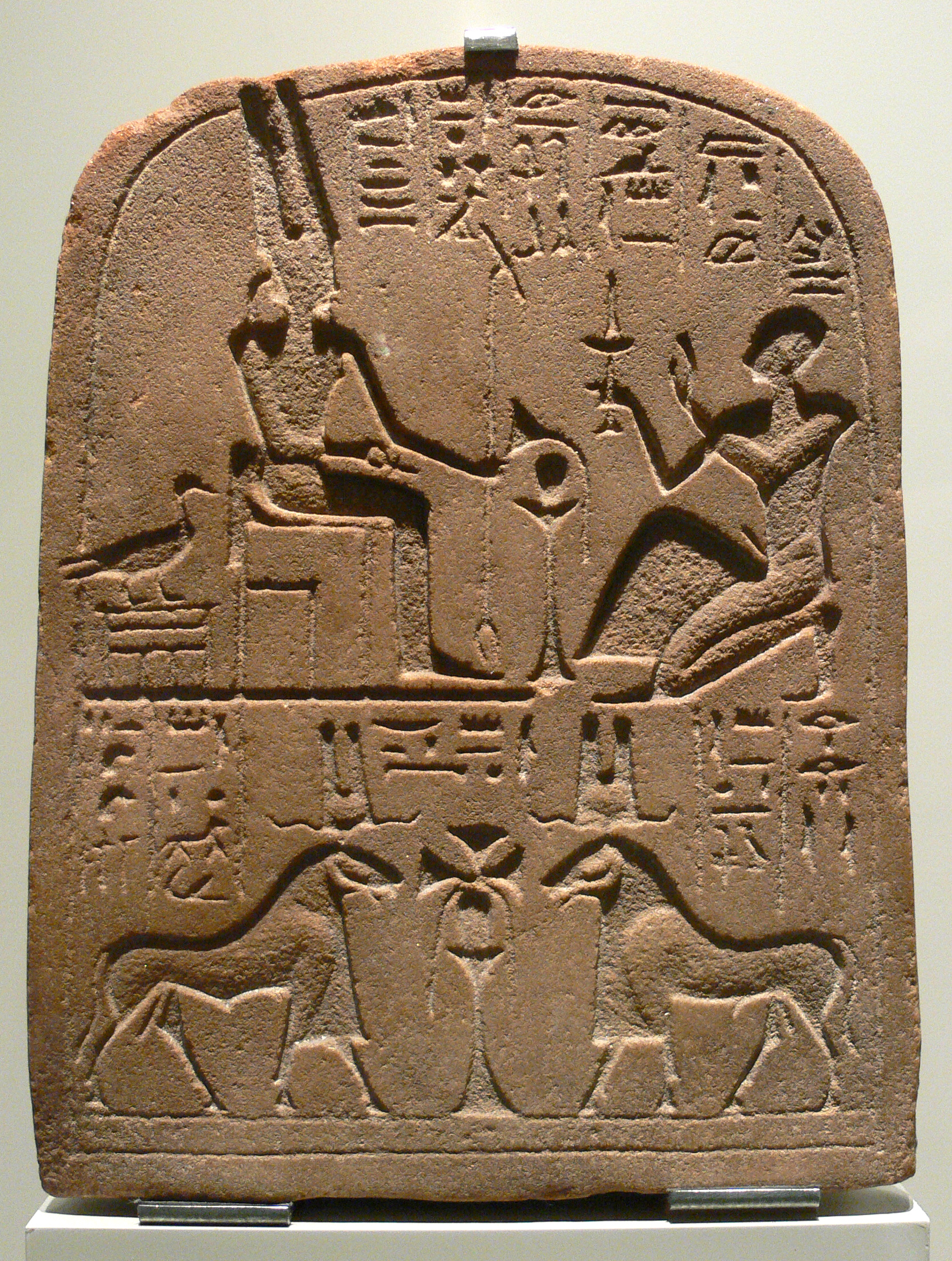
Représentation sur une stèle du dieu Amon sous différentes formes : homme, oie et variété de mouton « Ovis longipes palaeoaegyptiacus ». Grès. Trouvée à Abydos..

L'Ovis longipes palaeoaegyptiacus est un type disparu de mouton que l'on trouvait dans l'ancienne Égypte du Sud et en Nubie. Les ovins ont été domestiqués et souvent représentés sur les peintures murales des tombes des pharaons à des fins religieuses ou esthétiques. Ovis longipes palaeoaegyptiacus était l'un des deux moutons les plus communément domestiqués utilisés sur les reliefs des premières tombes pharaoniques, principalement en raison de ses cornes uniques en forme de spirale qui sortaient des côtés du crâne. Une forme similaire du mouton appelée « Ovis platyura aegyptiaca » avait des cornes qui se développaient vers le bas et s'enroulaient vers l'avant.
Plus tard, ces deux variantes de moutons ont revêtu une signification religieuse importante et ont été utilisées à des fins domestiques. Hérodote raconte que les premiers Égyptiens ne portaient pas de laine, mais certains érudits soutiennent qu'elle était réservée aux prêtres et que des preuves archéologiques, notamment le corps d'un homme enveloppé de laine datant de la Ire dynastie dans une sépulture à Helwan, permettent de le confirmer.

L'utilisation de ce mouton est également unique dans la représentation égyptienne de leurs premières divinités. En effet : 

« la représentation standard des dieux égyptiens, ont été développés en premier, et naturellement les divinités à tête de bélier portaient les cornes de l'Ovis longipes palaeoaegyptiacus alors en vigueur et les conservaient même longtemps après que ce type de mouton lui-même se soit éteint. »

— Musée des Beaux-Arts (Boston).